# Oddar Meancheay
Oddar Meanchey is een provincie (khaet) van Cambodja in het afgelegen noordwesten. Het grenst aan de provincies Banteay Meanchey in het westen, Siem Reap in het zuiden en Preah Vihear in het oosten. De lange noordelijke grens vormt een deel van de internationale grens van Cambodja met Thailand. De hoofdstad is de stad Samraong. De provincie is ontstaan op 27 april 1999, na te zijn uitgehouwen uit de noordelijke helft van de provincie Siem Reap en een deel van Banteay Meanchey. Het bestond al als een provincie van 1962 tot 1970 onder het regime van Sangkum Reastr Niyum van Norodom Sihanouk, maar werd later een administratief niemandsland, met een afwisselende status tussen een provincie en een district onder opeenvolgende regimes.

## Etymologie
Oddar Meanchey betekent 'zegevierend Noorden'. De naam van de provincie is van Sanskriet oorsprong via Pali en is afgeleid van de woorden uttarā, wat 'noorden' betekent, en jaya wat 'overwinning' betekent.

## Ecologie
Deze provincie ligt in het Dângrêk-gebergte. Er is een ernstig probleem met de ontbossing in het gebied. Het eerste community-based mozaïek REDD + -project in Azië kreeg echter de validatie van Verified Carbon Standard en Climate, Community and Biodiversity Standard voor zijn bosbehoud in de provincie. Bosbranden komen veel voor in de droge bossen en er is veel illegale houtkap als gevolg van economische landconcessies en de aantasting van door migrantenbossen.

## Geschiedenis
Het bergachtige en bosrijke gebied dat nu de provincie Oddar Meanchey vormt, maakte van 1795 tot 1907 deel uit van de Siamese provincie Monthon Isan onder toezicht van Sangkha. Nadat de naburige Thaise provincie Binnen-Cambodja, en Oddar Meanchey, in 1907 was teruggekeerd naar Cambodja, splitste koning Sisowath de provincie op in Battambang en Siem Reap (Oddar Meanchey was opgenomen in Siem Reap). Na de Frans-Thaise oorlog van 1941 tot 1946 stond de provincie onder Siamese regering als Phibunsongkhram Province. De provincie werd in 1946 teruggegeven aan Cambodjaanse heerschappij na Franse diplomatieke inspanningen aan het einde van de Tweede Wereldoorlog. De provincie werd officieel georganiseerd in 1966. Tijdens de Cambodjaanse Burgeroorlog, werd het afgelegen gebied gebruikt als basis door de Rode Khmer toen ze vochten tegen de Khmer Republiek onder leiding van generaal Lon Nol. De Rode Khmer herbouwde hun voormalige bases in het Dangrek-gebergte, langs de grens met Thailand en maakte van Anlong Veng hun basis van 1989 tot 1997. Oddar Meanchey is een van de meest door landmijnen geteisterde gebieden in Cambodja.